# T-SQUARE (アルバム)
『T-SQUARE』（ティースクェア）は、T-SQUAREのアルバムである。
2000年4月1日にリリース。

## 解説
T-SQUARE25枚目のアルバム。
このアルバムはバンド名をそのままアルバムタイトルにしたため、ビートルズにおける『THE BEATLES』（通称・ホワイトアルバム）のような存在であると当時のスクェアのメンバーは語っている。アルバムを作るにあたり、リーダーの安藤まさひろが提示したテーマは「子供の夢」。
前作『Sweet & Gentle』でサポートメンバーとして参加したキーボードの松本圭司が今作で正式メンバーとなったが、今作を最後にT-SQUAREは従来のバンド形態から安藤と伊東たけしのユニット形態に変わった。松本が正式メンバーとして参加したアルバムは今作のみ。
DJ経験も豊富な松本の作り上げたサウンドはあまりに革新的で前作と更に乖離しているというリスナーもいたが、松本が作曲した「A DREAM IN A DAYDREAM」「BELFAST SONG」が、その後の『T comes BACK』に引き継がれている様に、ユニット時代の萌芽を見ることができる。
スクェアがソニー・レコードからリリースしたアルバムは今作で最後となる。
ユニット化とともにスクェアのアルバムのリリースはヴィレッジ・レコード（現ヴィレッジ・ミュージック）に引き継がれた。

## 収録曲
1. A DREAM IN A DAYDREAM - 松本圭司作曲
2. MAN ON THE MOON - 安藤まさひろ作曲
3. ça et la - 宮崎隆睦作曲
4. OUR FORTRESS - 須藤満作曲
5. ALE－LEYAH－YAH - 安藤まさひろ作曲
6. AN EVENING GLOW - 須藤満作曲
7. A NITE WITHOUT MEMORY - 松本圭司作曲
8. TAKING MOUNTAIN (TOPS) - 松本圭司作曲
9. CALLING THROUGH THE AGE OF TIME - 安藤まさひろ作曲
10. (DON'T ASK ABOUT) MEANING OF KISS - 宮崎隆睦作曲
11. A DREAM IN A DAYDREAM (REPRISE) - 松本圭司作曲
12. BELFAST SONG - 松本圭司作曲

## 演奏
- 安藤まさひろ
  - Electric Guitar (#1.4.5.7.9.10.11.12)
  - Acoustic Guitar (#2.3.8.12)
  - Programming (#2.5.9)
- 則竹裕之
  - Drums (#1-5.7-12)
  - Percussion (#4)
- 須藤満
  - Electric Bass (#1.2.4-12)
  - Electric Acoustic Bass (#3)
- 宮崎隆睦
  - EWI (#1.3.4.11)
  - Tenor Sax (#1.4.7.10.11)
  - Soprano Sax (#2.9)
  - Alto Sax (#3.5.6.8.12)
  - Baritone Sax (#8)
  - Vibraphone (#10)
- 松本圭司
  - Keyboards (#1-5.7.8.10.11.12)
  - Piano (#5.6.9)
  - Vibraphone (#7)
  - Turntable (#1.10)
  - Programming (#1.7.8.10.11.12)
  - Edit (#7.8.10.11.12)
- 大石憲一郎：P.T Programming & Edit (#1.8.11)
- Power Book 2400c：Talk (#2)
- 落合徹也：Violin (#12)